# Синектика
Синектика (англ. Синектика - «суміщення різнорідних елементів») - методика дослідження, заснована на соціально-психологічній мотивації колективної інтелектуальної діяльності, запропонована В. Дж. Гордоном.
- Пряма аналогія - порівняння досліджуваних фактів зі схожими фактами з інших областей науки або практики. Найбільш поширеними є порівняння господарських організацій як соціально-економічних систем з системами іншого роду: біологічними (фірма як рослина), технічними (бізнес-процеси як керуючі імпульси і рух машини) і т.п. Очевидно, що для реалізації цього оператора синектики потрібні люди, які мають різнобічні знання і схильні до системного аналізу проблем і об'єктів, здатні подумки вийти за межі своєї професійної діяльності.
- Особиста (суб'єктивна) аналогія дозволяє представити себе тим предметом (частиною предмета) або явищем, про який йде мова в задачі. Особиста аналогія вимагає яскравої уяви і здібностей до перевтілення, порівнянних з артистичними. Основне завдання суб'єктивної аналогії - дозволити розглядати такі аспекти досліджуваної проблеми, які, в силу інерційності нашого мислення, не можуть бути виявлені за допомогою звичайних роздумів. При цьому образи і аналогії  на перший погляд можуть здаютися безглуздими і смішними. Головне, щоб вони допомогли синектору висловити те, що практично неможливо висловити, використовуючи логічні висновки та раціональні міркування.
- Символічна аналогія полягає у виявленні парадоксів і протиріч у звичних і зрозумілих фактах. Символічну аналогію іноді називають оператором позитивного скептицизму. Застосовуючи символічну аналогію, синектор повинен спочатку розпізнати основну якість досліджуваного явища або проблеми, виявити протилежну якість, а потім спробувати визначити їх поєднання. Іншими словами, синектор повинен однією компактною (можливо, трохи дивною) фразою висловити зв'язок між непорівнянними поняттями, що найбільш ємно характеризує аналізоване явище чи об'єкт.
- Образна аналогія - уявна заміна досліджуваного явища або об'єкта деяким образом, зручним для подальшого порівняння з іншим образом, прийнятим за еталон або стандарт. Таке порівняння покликане допомогти виявити приховані можливості і визначити шляхи вирішення проблеми. Величезну роль при формуванні образної аналогії грає уява синектора, його вміння помічати емоційно-художню схожість різних явищ і предметів.
- Фантастична аналогія - символічний опис бажаного майбутнього або нереальних ситуацій, в яких відсутні об'єктивні закони і явища, що перешкоджають прийняттю бажаного рішення в реальному світі. Цей оператор синектики також як і попередні вимагає від учасників процедури розвиненої уяви і творчої розкутості. Але у цьому випадку свобода образного мислення повинна бути максимальною. При висловленні фантастичних аналогій основний акцент робиться на символічний опис бажаного майбутнього або нереальних ситуацій, в яких відсутні об'єктивні закони і явища, що перешкоджають прийняттю бажаного рішення в реальному світі.

## Види інтелекту
Для побудови ефективного синектичного колективу необхідно, щоб до його складу входили особистості з різними видами інтелекту:
- лінгвістичний інтелект, заснований на чутливості до глибини сутності слів і наявності високої вербальної пам'яті;
- логічно-математичний інтелект – здатність досліджувати категорії, взаємовідносини і структури шляхом маніпулювання об'єктами, символами, поняттями;
- просторовий інтелект – здатність сприймати і створювати зорово-просторові композиції, маніпулювати об'єктами в розумі;
- тілесно-кінестетичний інтелект – здатність використовувати рухові навички у спорті, виконавському мистецтві, в ручній праці;
- музичний інтелект – здатність виконувати, складати і сприймати емоційно музику;
- інтраперсональний інтелект – здатність розуміти і пізнавати власні почуття;
- інтерперсональний інтелект – здатність помічати і розрізняти темперамент оточуючих, мотиви і наміри інших людей.